# Гомис, Анна
Анна Гомис (фр. Anna Gomis; 6 октября 1973, Туркуэн, Франция) — французская спортсменка, борец вольного стиля, бронзовая призёрка олимпийских игр 2004 года в весовой категории до 55 кг.

## Карьера
На Чемпионате мира 1993 года в финале победила американку Шеннон Вильямс
На Чемпионате мира 1994 года заняла второе место, в финале уступив японке Мию Икэде.
На олимпийских играх 2004 года в полуфинале уступила японке Саори Ёсиде. В борьбе за бронзу победила шведку Иду-Терес Карлсон .